# Психосоматска болест
Психосоматска болест је телесна болест изазвана психичким узроцима, чији се симптоми испољавају на органима и мењају њихову функцију, стварајући прво реверзибилне а затим и иреверзибилне промене. Када је стресно стање продужено, кад су ендокрини и нервни систем сувише дуго изложени хиперфункцији, природно је очекивати да ће се створити услови за настанак поремећаја у организму. Шта је сувише дуго и сувише јако одлучује, у највећој мери, урођена природа организма, као и стање у коме га је стрес (психички узрок) затекао. Сматра се да је дуготрајан стрес одговоран за настанак психосоматске болести, док краткотрајан стрес, па и ако је снажан, не изазива психосоматску болест.
Велика је заблуда потцењивати психосоматске поремећаје сматрајући их имагинарним, по принципу "све је то у нечијем уму". Заправо, физички симптоми изазвани психосоматским стањем су стварни поремећаји, и треба их брзо лечи, као и било коју другу болест. Процењује се да је преко 90% посета лекару последица здравствених проблема на које је барем делимично утицао стрес, те тако и психосоматске болести имају много више заједничког са њим него што то људи схватају!

## Историјат
Историјски гледано, мишљење да снажне емоције (бес, страх, жалост) могу изазвати телесна обољења, владало је још код Хипократа, Сократа и других античких лекара и великих мислилаца.
У средњовековном исламу у делима Персијских психолога - лекара Ахмеда Ибн Сахл ал Балкија (Ahmed ibn Sahl al-Balkhi) (934) и Хали Абаса (994) налазимо прва размишљања о настанку болести као последици интеракције ума и тела. Оба лекара су схватила како физиолошке и психолошке функције у телу пацијента могу да имају утицај једна на другу. До ових сазнања они су дошли на основу утврђивања разлике између пацијената који су били физички и ментално здрав и оних који су били физички и ментално болесни.
Немачки лекар Ј. Хајнрот (Heinroth) био је међу првима који је 1818. употребио нови термин: психосоматски поремећај у објашњењу психогеног удела у настанку инсомније. Он говори о сомато-психичким поремећајима који представљају психичке, пратеће, манифестације телесних обољења.
Од тада требало је да прође више од сто година да се сазнања о овој болести обогате новим истраживањима у медицини, мада су размишљања о психосоматским поремећајима била пристуна и континуирано негован у неким традиционалним медицинским системима (ајурведска медицина).
Франц Александер на почетку 20. века, започео је истраживање динамичке повезаности између ума и тела, а Зигмунд Фројд истраживања психосоматске болести, након преписке са Георгом Грудеком (Georg Groddeck) који је, у то време, истраживао могућности лечења физичких поремећаја применом психолошких процедура. Такав приступ подразумевао је размишљање о болести као о континуираној интеракцији психичких и соматских фактора.
Micheale Balint и његове Balint-групе шездесетих година двадесетог века, указале су да је неопходно да лекар приступа целој личности болесника. Сматрали су да око 30% болесника консултује лекара због симптоматологије која у основи има емоционалну дисфункцију
Фландрија Данбар је у првој половини 20. века покушала је да поједине психосоматске болести доведе у везу са психичким особинама личности. Она је развијала концепт постојања коронарне, улкусне или труматофилне личности. Њено учење, осим концепта коронарне личности, односно тзв. А-типа личности, као хипотезе данас је углавном оповргнута. Коронарна личност је окарактерисана претераном амбициозношћу, склоношћу такмичарском духу и нерешеним проблемима према ауторитету, што објашњава амбивалентним односом према родитељима у детињству.
Од 1970-их, након истраживања   и његових колеге у Немачкој и другим земљама, биосемиотичка теорија се све више примењује као теоријска основа у психосоматској медицине.
Значајан допринос проучавању психосоматике дала је психоаналитички оријентисана мађарска психосоматска школа. Sandor Ferenzi, развио је концепт биолошких основа психоанализе, концепт биоанализе, разматрао да ли психосоматска болест има или нема симболичко значење. Такође, говорећи о феномену хистеричне материјализације покушао је да разграничи хистеричну неурозу од психосоматског поремећаја.
Данас, психосоматска болест је препозната у свим областима медицине, а на појединим психијатријским, или још чешће и на интернистичким клиникама у свету постоје и посебна одељења за лечење психосоматских болести.
Схватајући велики значај психосоматских болести, због све веће бројности оболелих, у медицини се развија и посебна област, психосоматска медицина, која пре свега има за циљ да нас ослободи ...Картезијанске подела човека на душу и тело и ослободи нас дуалитета тврдње да је увек реч о симултаној реакцији на извесне спољашње или унутрашње надражаје, која се одвија како у психичкој, тако и у соматској области.
Два открића у медицини била су од великог значаја за боље разумевање и схватање како се то психички чиниоци уплићу у телесно реаговање и како се телесно реаговање враћа у своме дејству на психу, стварајући понекад затворени, „зачарани“ круг, лат. Circulus vitiosus, у коме је болесник својом болешћу заробљен. Једно откриће потекло је из области истраживања људске психе, психоаналитичко, док је друго потекло из области физиологије аутономног нервног система. Откриће психоанализе; да оштећење наших функција потиче од несвесних конфликата, (оних које је наше свесно Ја одбацило и потиснуло у несвесно), који су, набијени „енергијом“ и који представљају израз наших основних нагонских тежњи, било је одлучујући допринос у развоју психосоматске медицине.
Иако се Фројд није примарно бавио психосоматским болестима, и у почетку свог истраживања ограничио на испитивање узрока промена тзв. „виших“ функција, (мишљења, говора, моторне и сексуалне функције), ...убрзо му је постало јасно да ове промене, могу настати као последице нерешених а потиснутих унутрашњих конфликата и да задиру много дубље у тело, све до вегетативног и ендокриног система...и да су вегетативне функције најближе несвесном делу личности, коју је Фројд назвао „Оно“. Па као што анималне или вољне моторне функције немају никакав утицај на вегетативне, које се одвијају без учешћа свести, тако ни наше свесно „Ја“ нема директну контролу над несвесним „Оно“.

## Психосоматски концепт
Одавно је познато мишљење да постоји значајна веза између телесних и психичких чинилаца. Појам психосоматска болест када данас употребљавамо ми желимо да нагласимо да се ради о болести у чијој патогенези емоционални поремећај игра значајну улогу.
Иако су бројна клиничка и експериментална истраживања јединства ума и тела релативно новијег датума у медицини, психосоматски концепт датира још из античких времена, и базира се на интуитивним и филозофским разматрањима античких мислилаца, али је затим дуго занемариван уз посебно фаворизовање медицинског модела болести.
А од када је термин "психосоматски" први пут употребио Ј. Хајнрот (1818), који је тело и душа сматрао јединственом целином, и да је зато „лудило“ болест целокупног бића, интензивно је започео процес стварања и примене овог концепта.
У 1838. (енгл. Christian Friedrich Nasse) наводи: ... „препознавање, превенција и лечење у условима менталног поремећаја почива на основама истовременог проучавања психичке и соматске активности човека.“ Ови његови ставови касније су добили научну подршку, и поступно постали основни принцип разматрања организма као целине, који је прихваћен као оперативни (писхосоматски) концепт., познат и као психосоматска медицина.
Психосоматски процес је временски и секвенцијални ланац догађаја који се јављају појединачно (индивидуално), а крајњи резултат тог процеса може бити;
- пролазни функционални, физиолошки и емоционални одговор (психосоматског поремећаја), који не доводи до промене основних органских структура појединца,
- одређени психосоматски синдром који показује привремене или трајне органске промене (психосоматске болести или органске болести).

У случај психосоматских поремећаја, појам појединачни узрок за сваки поремећај више није одржив, јер у сваког пацијента значајну улогу има дејство многобројних фактора (мултифакторијалност) било да они делују самостално или комбиновано (сумарно). Зато психосоматски концепт има за циљ да идентификује и схвати све ове промене, њихове везе, и њихов специфични утицај у поремећају стања равнотеже (хомеостазе), у организму пацијента.
Последњих неколико деценија говори се о психосоматском приступу, психосоматици и психосоматској медицини. Сви наведени термини требало би да указују на холистички приступ да је човек интегрисано, јединствено психофизичко биће, а његова болест јединствено психофизичко збивање. Савремена психосоматска медицина означава поновно прихватање схватања о интегративном јединству душе и тела које проистиче из савремених научноемпиријских сазнања. У свом холистичком приступу психосоматска медицина иде и даље, акцентуирајући значај социјалних фактора, посматрајући тако човека као биопсихосоцијално интегрисану јединку.
Сам термин психосоматска медицина обухвата два значења:
- прво, специфичан научни приступ у медицини који је прихватио методологију из природних али и социјалних и хуманистичких наука
- друго, посебну клиничку специјалност која такав специфични научни приступ примењује у дијагностици и терапији[19].

Међутим, сам термин „психосоматски“, или како се у последње време чешће говори „психофизиолошки“, иако указује на холистички принцип интегрисаности психе и соме, имплицитно подразумева дуалистички концепт по коме су дух и тело ипак одвојени ентитети и независни интегрисани у јединствену јединку, са повременим утицајем једног на друго. Монистичко сагледавање људског бића да су дух и тело два дела исте стварности, све болести су физичке или психичке. Психолошка или физичка објашњења болести била би алтернативни начини описивања једног истог догађаја у организму. Развој бихевиоралне медицина, медицинске психологије, односно психофизиологије, базиран на бројним научним доказима, указује на значај утицаја психолошких фактора на здравље, односно њихов утицај на развој и ток многих обољења.

## Етиопатогенеза психосоматских поремећаја
Разматрањем етиопатогенезе психосоматских поремећаја, које су основни узрочници развоја психосоматских болести, баве се две велике групе теорија:

### Биолошке теорије психосоматских поремећаја
Биолошки приступ, специфичне психосоматске поремећаје тумачи као поремећене активности појединих органских супстрата у реакцији на стрес. У биолошком приступу доминантне су следеће две теорије;
Теорија соматске слабости
Она указује на то да, услед дејства генетичких фактора, начина живота, претходних или хроничних болести, долази до оштећења функције одређеног органског система, који тако постаје подложан на дејство стресогеног фактора.
Теорија специфичне реакције
Ова теорија појаву психосоматских поремећаја тумачи могућим генетички кодираним разликама у начину реаговања организма на стрес.
Наиме, у овим теоријама се истиче да сваки човек има сопствене, идиосинкратске обрасце аутономних реакција на стрес. Органски систем који је укључен у те реакционе обрасце представља подлогу за развој психосоматске болести.

### Психолошке теорије психосоматских поремећаја
Ова, велика група, обухвата бројне психолошке теорије које разматрају несвесна емоционална стања, карактеристике личности, когнитивни стил и начине превазилажења стреса као значајног, преципитирајуће факторе у настанку психосоматских поремећаја.

## Патофизиологија психосоматских болести
Психосоматска болест је телесне болести у чијем је настанку важну улогу одиграо психогени фактор. Знамо да телесни симптоми и невезано за психосоматска обољења могу бити директна реакција на емоције, на пример дрхтање због страха или љутње, црвењење због стида. У психосоматским болестима телесни симптоми могу бити и индиректан резултат емоција; емоције траже излаз заобилазним и компликованим путем до органа. Психички се догађаји уплићу у телесна збивања и могу проузроковати болесна телесна стања. Зато дуготрајна пренадраженост нервног система коначно доведи до оштећења ткива и појаве симптома и знакова болести. Узрок пренадражености одређеног дела аутономног нервног система последица је одређених осећаја, које усвајамо од првих дана живота, а који се могу побудити било када у животу, у одређеној стресној ситуацији.
| „ | ... Према класичној Александеровој схеми, психосоматска болест је резултат ране емоционалне трауме у детињству и реактивације те ране дечје трауме у зрелом добу, онда када животне околности подсећају на рану емоционалну трауму. Појављује се хронична ексцитација једног од два дела неуровегетативног нервног система и на бази наследног или конституционалног фактора оболева орган у телу који је најосетљивији. Пренадраженост симпатикуса који је одговоран за борбени животни стил, учествује у настанку мигрене, хипертензије, реуматских болести, дијабетеса, хипертиреозе. | ” |

Психички доживљаји који се формирају у кори великог мозга преносе импулсе у хипоталамус. Зато у стресној ситуацији долази до активације лимбичног система који са хипоталамусом контролише, интегрише и регулише емоција и нагонски живот. Исте структуре (лимбични систем и хипоталамус) каналишу своје утицаје кроз аутономни и ендокрини систем. Свака емоција својом експресијом и ексцитацијом, користи механизме аутономног нервног система и ендокриног система.
У хипофизи као централној жлезди ендокриног система настаје повећана секреција АЦТХ, који преко крвног система изазива повећану секрецију кортизола у надбубрежној жлезди. Кортизол, поред других активности има и лимфоцитолизно дејство. Психички доживљај на тај начин негативно утиче на ћелије имунског система и ремети имунолошки надзор и имунолошку хомеостазу.
На ову спрегу, и постојање имуномодулације под дејством психосоцијалних стресора, указују бројни подаци у домену инфективних болести и у процесу зарастања рана. Истраживањима је такође утврђено да се у току стреса појачано луче ендогени опијати као што је бета-ендорфин, као и да таква дуготрајна физиолошка стимулација ослобађања ендогених опијата утиче на слабљење имунског система. Такође, најновија медицинска сазнања указују да започињање и ток многих поремећаја, од кардиоваскуларних болести до слабости и функционалног исцрпљивања организма може бити узроковано проинфламаторним цитокинима а познато је да је њихова продукција под директним утицајима негативних емоција и стресних искустава.
Поред тога доказано је да се аутономни нервни систем лако условљава, и тиме се рђаве, нездраве реакције доста лако учврсте као обрасци понашања. Настаје „лудило органа“, како је то назвао бечки психијатар Менг, у несцентној фази психосоматике.
На сву срећу не развија свака особа са емоционалним потешкоћама психосоматску болест. То зависи од безброј других фактора, као што су; наслеђене особине, стресогени моменти у животу, подршка околине, културолошка обележја интензитет и дужина трајања стреса, модел понашања, начин живота, претходне болести итд. Сматра се да је дуготрајан стрес одговоран за настанак психосоматске болести, док краткотрајан стрес, па и ако је снажан, не изазива психосоматску болест.
Класични психоаналитичари сматрају да сваки оболели орган има одређену симболику, тј другојачију поруку. За особе са психосоматским болестима каже се да имају тешкоће у изражавању својих емоција, да ретко маштају и да имају нарочит начин како успостављају односе са другим људима.
Стари Римљани користили су пословицу: лат. mens sana in corpore sano — „у здравом телу здрав дух“. Међутим психосоматска медицина сматра да је тачнија обрнута верзија ове пословице: „у здравом духу здраво је и тело“.
Дакле, познато је да стрес својим дејством преко неуроендокриног и имунског система, може да доведе до озбиљног нарушавања телесног здравља, али поуздани и егзактни механизми нису разјашњени у потпуности. Из тих разлога, лакше је идентификовати стрес као агравациони фактор већ насталих поремећаја него стрес као етиолошки фактор поремећаја. Такође, уочено је да физиолошке реакције на стрес могу бити до извесне мере више специфичне, односно да зависе од врсте стресора, значења које му особа придаје, као и индивидуалних разлика међу људима.

## Предиспозиција
Психосоматским болестима су склоне добро прилагођене особе са великом способношћу савладавања које у тренуцима адаптационог исцрпљивања и попуштања психолошке одбране испољавају телесне реакције. Ове особе су склоне да „прећуте“ и занемаре свој немир, љутњу, бес, тугу, агресију, или нека друга оптерећујућа осећања. Тешко прихватају промене и проблеме у односима с другима, не подносе конфликтне ситуације или немају капацитет да их разреше, нису склоне креативним и компромисним решењима. Имају изражену потребу за редом, радом и тачношћу. Прагматичне су у решавању сопствених и туђих емоционалних тешкоћа, а своја незадовољства не изражавају, већ су њихова понашања увек у друштвено дозвољеним границама. Преосетљиве су и на физичку трауму или бол.
Психолошки профил особе која је склона психосоматским обољењима обележава недостатак контакта са својим осећањима и немогућност њиховог препознавања. Те особе своје тело доживљавају као да је туђе и да функционише независно од њихове психе. Склоне су да осећања замењују сталним акцијама и да разна дешавања у себи и око себе схватају крајње практично и отуђено. Савет „ради нешто да не мислиш“ може бити од користи, понекад је и спасоносан, али само и искључиво привремен. Стално затрпавање активностима није добро, јер је то облик бекства од суочавања са собом и оним што нас заиста оптерећује.
Један од значајних предиспонирајућих фактора за развој психосоматске болести и њихов убрзан ток је процес старења. Ово се посебно односи на поремећаје изазване депресијом, која настаје као последица многобројни стресогених догађаја у животу, чија се учесталост непрестано повећава са годинама (старењем). Од посебног значаја су тренуци у животу као што је смрт родитеља или других блиских рођака (деце, мужа или жене), одлазак у пензију, и многи здравствени проблеми који неминовно проистичу из процеса старења.

## Став болесника на сазнање да болује од психосоматске болести
Модели понашања болесника у стању соматског обољења могу бити различити, јер соматска болест узрокује различита понашања болесника зависно од усвојених културних образаца понашања и нарочито од прихваћеног породичног модела понашања у болести. На пример познато је да се у неким породицама негује „култ здравља“, тако да и најмањи поремећај здравља изазива неадекватни, често и изражен страх до паничних реакција.
Друштвени став да болеснику припада боловање, код појединих болесник, поведеним искуством ренте од болести, агравира (симулира) знаке болести. Супротно, њима други болесници су склон дисимулацији (прикривању знакова болести), што лекар током прегледа мора имати у виду.
Пацијенти у ситуацији разболевања, од теже соматске болести, најчешће мењају своју ментални скалд, и различито се понашају. Та понашања могу бити: активно сарађујући однос, фајтерски однос, избегавајући однос и капитулирајући однос.
1. Активно сарађујући однос
У овом односу, став болесника према сопственој соматској болести је такав да он разумно прихвата објективно стање и максималну сарађује са лекаром. Лекар пу свом раду треба да увек инсистира на оваквом односу болесника указивањем максималне пажње, јер су такви захвални за лечење због склоности да се стриктно придржавају свих упутстава и активно сарађују са терапеутом. 
2. фајтерски однос
Према соматској болести у фајтерском односу болесник има енергичан став према својој болести. Овакав однос је повољан и пожељан за крајњи исход лечења. 
3. Избегавајући однос
Болесник са избегавајућим односом, по сазнању да је оболео од соматске болести (која није прогностички повољна), не прихвата сазнање, односно негира болест. Болесник у својој менталној обради одбацује чињенице да постоје знаци болести и самим тим омета излечење, јер се не придржава упутстава лекара, не користи лекове у оквиру прописане терапије, или одлаже и избегава подвргавање дијагностичким процедурама. 
4. Капиталирајући однос
Болесник са капитулирајућим односом према својој болести, рецимо унутрашњих органа, увучен је у његову предају и неспремност на сарадњу са лекаром. Овакви болесници имају дефетистички став, одбијају употребу лекова и то често коментаришу речима; „не вреди узимати лекове, или подвргавати се хируршким интервенцијама, јер тако мора да буде, јер је то виша сила“.

## Терапија
У лечењу болесника са психосоматским болестима поред основног лечења од стране лекара клиничара-соматичара, помоћ психијатра је драгоцена, јер ће он пацијенту помоћи да повеже психичко стање и телесне сметње или болест, и тиме му у великој мери помогне у његовом психолошком и телесном опоравку. Лечење се састоји у примени медикамената и различитих психотерапијских техника.
Велики технички напредак науке и примена савремене дијагностичке опреме створиле су од лекара парцијалног посматрача болести и његово „отуђење“ или одвајање од човека (пацијента), па се често у медицинској пракси чује „да лекари не лече болесника већ болест“. Колико је ово погрешан приступ, када се ради о психосоматској болести, најбоље показују радови Waltera Cannona и Hansa Selyea који су у првој половини 20. века, испитујући стресне реакције, доказали да претећи чиниоци по организам, попут хладноће, прекомерне топлоте, претње казном, изазивају патофизиолошке реакције које се манифестују неуро-ендокрино-имунским поремећајима који могу бити тако озбиљни да могу резултовати и смртним исходом.
Зато психосоматичари у терапији инсистирају на холистичком приступу пацијенту тј сагледавању човека као јединства душе и тела, уз оптималну примену савремене дијагностичке опреме која треба да помогне у разликовању соматског од психичког, при чему то сагледавање не сме бити узрок „отуђење“ или одвајање терапеута од човека (пацијента).

### Терапијске стратегије
У теоријском и практичном смислу разликује се два основна облика лечење психосоматске болести; 
- Лечење, у акутној фази када се лечи болест
- Лечење у хроничној фази када се лечи болесник.

Лечење соматских поремећаја и психотерапија у акутној фази болести
У овој фази болести, најважнији је адекватан соматски третман оболеле особе, који сам по себи фаворизује регресију због беспомоћности и зависности. Зато је у акутној фази, лечење медикаментима и другим класичним медицинским методама препуштено лекарима соматске медицине. Зато у акутној фази; астматичне кризе, крварећег улкуса, јаких трбушних болова код улцерозног колита, хипертензивне кризе итд, примарно медикаментозно лечење спроводи клиничар-соматичар.
У овој фази потребно је да се код болесник што пре успоставе нормалне физиолошке функције, санирају соматска оштећења и подржи систем одбрана личности који подразумева толерисање, чак и подржавање негирања страха јер се тиме болесник чува од безнађа.
У овој фази је потребно да прође одређено време да болесник реално сагледа опасности сопствене болести како би се носио са њеним даљим током.
... Болест је ситуација губитка, где се губи здравље, односно идеална слика о себи. Жалост као интрапсихичко процес има свој ток који се може ублажити присуством других са којима се деле осећања, али не може се убрзати или прекинути, јер постоји реална опасност од депресивног реаговања и још већих соматских оштећења.
Психотерапија и наставак лечења соматских поремећаја у хроничној фази болести
У овој фази психотерапијско лечење је важније од медикаментозног и доминира терапијом. Лекови са својом фармаколошком и психолошком акцијом не могу да промене сет моралних норми и образаца, али могу да олакшају иницијацију психотерапије и зато се и у овој фази дају лекови (углавном благи антидепресиви). Психотерапију би, по правилу, требало да спроводи добро едуковани психотерапеут, који код оваквог комбинованог третмана треба да одреди суптилније индивидуално дозирање лекова и стално процењује да ли треба модификовати технике психотерапије.
Површинске методе психотерапије подразумевају пружање подршке и охрабрења, саветовање, сугестију. Психодинамска психотерапија се примењује тек онда када се процени подобност пацијента за тај облик психотерапије. При томе би терапеут требало да уочава различите компоненте савеза у третману, као и начин на који се те компоненте мењају док снага, композиција и стабилност савеза флуктуирају, и има за циљ: 
- Повећање капацитета да се диференцирају осећања о реалности (субјективност) од реалности (објективност), да се одвоји понашање других од унутрашње мотивације и понашања других.
- Помагање да се повећа капацитет „виђења себе од споља“, из перспективе других.
- Учење ефикасног ментализирања, и односи се на начин на који приступамо односима, а који подразумева постојање свести о томе да је потребно разумевање и учење о менталним стањима других особа.

Осим психотерапије у којој се подстиче ментализација (индивидуална и групна аналитичка психотерапија, затим когнитивно бихевиорална терапија итд), постоје облици терапије који су врло корисни за ублажавање симптома и подстичу активан односа према себи. На пример у терапије које не покрећу или не увећавају анксиозност спадају;
- Пружање активне подршке
- Уверавање и вентилација
- Сугестија
- Утицање на околину
- Породична психотерапија
- Бихевиорална, методе релаксације
- Хуманистичке терапије
- Јога

### Проблеми у психотерапији психосоматских болести
Основни проблем психотерапије психосоматских болести
Основни проблем психотерапије је што се терапеут у њој речима супротставља телесној болести. То на први поглед оставља утисак да се он несразмерно слабом силом супротставља снажним, органским променама. Мишљење да се основа за зачетак психосоматских болести налази у периоду пре него што је успостављен говор, још више покреће сумњу да се речима може помоћи, па су зато у једном периоду развоја психотерапије, психосоматски болесници сматрани неподобним за аналитички облик психотерапије. 
Зато иако поједини „соматичари“ и психијатри односно психотерапеути истичу потребу за психотерапијом, у пракси је стање сасвим другачије. Поједини лекари и пацијенти показују амбивалентан однос према психотерапији, па чак је уврежен став да психотерапија може да узнемири, чак и погорша основну болест.
Резултати неуро наука новијег датума добијени уз помоћ нове технологије (неуро имиџинга), показали су нешто сасвим супротно;
- Да дуготрајна психотерапија, ако је успешна, може довести до битне промене понашања мењајући експресију гена, што доводи до нових структурних промена у мозгу.
- Да психофармакотерапијски третман, као јединство фармаколошких и психотерапијских интервенција може бити веома успешан због потенцијално интерактивног и синергичног, не само адитивног ефекта ових третмана (Кендел, 2005).

Други проблеми у терапији психосоматских болести

Један од проблема је тај да сама оболела особа не види и не жели да разматра да је болест емоционалне природе и радије је третира као органску болест. 
| „ | Врло често се самопоштовање мери према узроку болести. Као да се самопоштовање нарушава уколико се учешће емоционалних фактора сматра значајним. Нарцизам особе је мање повређен уколико је узрок болести ван личности, неприступачан и на њега не може да се утиче. Другим речима прихватљивија је физичка него психичка болест (неуроза или психоза). | ” |

Структура личности оболеле особе такође је један од посебних проблема у терапије психосоматских болести. Проучавањем личности особа које оболевају од психосоматских болести утврђено је да су то особе које живе одређеним животним стилом који фаворизује прагматизам, техничко мишљење, мању склоност ка имагинативном и фантазматским односу према себи, другима и свету. Такве особе имају неку врсту губитка везе са нагонским изворима, са једном врстом не мишљења, које има функцију да само смирује; 
| „ | Клиничари описују да се често срећу са особама које занемарују значај сопствених емоција, нису склоне описивању својих осећања, и по тим особинама не спадају у погодне кандидате за психотерапију, нарочито аналитичког типа. | ” |

Проблема који се јављају у терапији психосоматских болести захтевају одговор на нека питања као што су; 
- Када треба психотерапија да уступи место леку?
- Када треба додати психотерапијске технике постојећем фармакотерапијске програму?
- Да ли су неки облици психотерапије кориснији?
- Да ли је могуће постићи бољи успех са неким обликом психотерапије и адекватном групом лекова?
- Које су границе које достиже кратак интегративни поступак?

Одговор на ова и друга питања треба да дају бројни едукативни изазови наметнути психотерапеутима и бројна истраживања у психофармакотерапији у будућности.

## Последице
Последице које могу настати код психосоматски оболеле личности као реакција личности на соматска обољења изучавају лекари медицинске психологија, и у њиховом лечењу последице су значајно мање присутне. Међутим знатан број лекара овом проблему прилази некритички, па се и према психичким збивањима болесника, најчешће тако односе због недовољног познавања принципа и метода рада медицинске психологије:
| „ | Могло би се рећи да психичке реакције соматских болесника лекари чешће доживљавају него што их разумеју; отуда им приступају на неадекватан и стручно неорганизован начин. | ” |

Из таквих реакције лекара у контакту са соматским болесником који испољава психичке проблеме, могу проистећи бројне последице које се могу сврстати у неколико категорија:
Нереалан приступ као последица незнања
Лекар у суштини утврђује психичке реакције оболелог и сматра да су оне значајне, али због недовољног познавања њихове природе он није у стању да психичке поремећаје код болесника реално сагледа, оцени и заузме правилан, стручно организован став. У таквим ситуацијама лекар своју недоумицу, делимично надокнађује повишеном пажњом према соматском болеснику, Тако лекар пренаглашеном пажњом може јатрогенизирати соматског болесника и увести болест у хронични ток.
Омаловажавајући став
Лекар, и поред тога што запажа психичке промене код болесника, он се према њима односи омаловажавајуће, тј. све болеснике тог типа, схвата и тумачи једнообразно: „сви се болесници плаше – када се буду соматски излечили проћи ће и то”
Погрешно тумачење психичких реакција
Лекар, погрешно схвата и тумачи психичке реакције соматских болесника. Он психосоматске реакције тумачи као старе (евентуално актуелизоване) неуротичне манифестације, јер није у стању да препозна и уважи повезаност ових реакција са присутним соматским обољењем.
Свака од ових категорија има негативне последице у лечењу соматских болесника, код којих се као нежељене последице јављају још теже психолошке сметње.
Ставом лекара, који се са пажњом обраћа искључиво телесном стању оболелог, а занемарује његово психичко стање, болесник се деперсонализује и губи вредност субјекта у релацији лекар – пацијент. Таква ситуација отежава рад лекара, јатрогенизује болесника и неповољно утиче на његово лечење. „Негативан ставом” који лекар има за психолошке поремећаје соматског болесника, управо и најчешће, настаје због неразумевања да соматски болесник развија психолошке поремећаје због страха од болести.
Ставови, с друге стране, да су интензивне психичке реакције обавезан израз тешког соматског стања, може навести лекара на хипердијагностичке и хипертерапијске поступке: соматско стање пацијента се прецењује а терапијски програм је неефикасан.